# روزاليندا فوجليني
روزاليندا فوجليني (بالإنجليزية: Rosalinda Fogliani)‏محامية من أستراليا. التحقت فوجليني بجامعة أستراليا الغربية. في عام ١٩٨٥، قُبلت كمحامية ومستشار قانوني في المحكمة العليا لغرب أستراليا. بين عامي ١٩٩٣ و٢٠١١، عملت في مكتب مدير الادعاء العام في الكومنولث. بعد عودتها إلى العمل كمحامية، عُيّنت فوجلياني في ١٣ يناير ٢٠١٤ أول محققة وفيات في ولاية غرب أستراليا.